# Бисексуалност
Бисексуалността е вид сексуална ориентация, характеризираща се с чувства на любов или сексуално влечение към представители и на двата пола, за разлика от хетеросексуалността и хомосексуалността.
Бисексуалните хора невинаги изпитват поравно влечение към различните полове, например има възможни случаи на преобладаващо влечение към един пол и слабо влечение към друг. Това не означава, че въпросният човек е по-малко бисексуален. Разбира се, същото може да се каже и за лесбийки и гейове, които се чувстват комфортно използвайки моносексуално самоопределение.
Бисексуалните хора могат да имат едновременни или редуващи се връзки с индивиди от двата пола, да поддържат моногамна връзка с мъж или жена, да осъществяват контакти с представители само на единия пол или да останат целибати. Бисексуалността, както и другите сексуалности е характеристика на сексуалните желания, нужди и самоусещане на човека, и не е задължително да включва съответното сексуално поведение.
Голяма част от бисексуалните хора се самоопределят като гей хора и принадлежащи към ЛГБТ обществото. Според едно научно течение, основоположник на което е Алфред Кинси, мнозинството от хората имат бисексуална природа, която обаче бива потисната от хетеронормативността. Той илюстрира това със своята Скала на Кинси, отбелязваща с числата от 0 (крайна хетеросексуалност) до 6 (крайна хомосексуалност) привличането в определена степен към същия и другия пол. На тази скала бисексуалността като привличане поне по малко и към двата пола заема всички позиции освен крайните две, с други думи ако човешката сексуалност бъде представена като скала, в чиито противоположни краища се разполагат твърдолинейната хетеросексуалност и хомосексуалност, то бисексуалността би заемала цялото пространство помежду тях.

## Разпространение и съотношение
Някои проучвания, и особено Сексуално поведение на мъжа (1948) и Сексуално поведение на жената (1953) на Алфред Кинси, довеждат до извода че мнозинството от хората са в някаква степен бисексуални. Повечето хора, които са били изследвани, са декларирали известно привличане и към двата пола, макар да са отдавали предпочитания на един от тях. Според Кинси, само 5-10% от човечеството е изцяло хетеросексуално или хомосексуално.

## Исторически преглед
Хората от почти всички общества, култури и епохи са показвали различни степени на бисексуалност. Голяма част от хомосексуалното поведение и традиции в древността, всъщност са само една страна на бисексуалната природа на древните хора. С това трябва да се направи уговорката, че понятията хетеросексуалност, хомосексуалност и бисексуалност са сравнително нови за човечеството концепции и не е съвсем правилно те да се прилагат в исторически план. В повечето древни култури, обществото е различавало хомосексуално и хетеросексуално поведение, но е нямало етикети „хомосексуални“ и „хетеросексуални“ хора.
В Древна Гърция, например, женените мъже обичайно поддържали и еднополови връзки с юноши. В Древен Египет, Древен Рим, Арабия, Персия, Китай, Индия, Япония, Османска Турция и т.н. са засвидетелствани аналогични прояви на социално прието и нормирано бисексуално поведение. Наред със съпругите си, еднополови любовници са имали Александър Велики, римските императори, японските шогуни, турските султани, персийските шахове, китайските императори и будистки свещеници.
Обичайното в древна Спарта било поддържането на връзки с момчета от страна на възрастни мъже. Смятало се, че интимните контакти между по-възрастните и по-младите войници укрепват лоялността и солидарността вътре в отряда, и насърчават смелостта и героизма в обкръжението на любимия човек. Често щом юношата навършел определена възраст, от връзката с любовника му били изключени сексуалните отношения.
В средновековните мюсюлмански култури интимните отношения между мъже били широко разпространени. Те били и основно вдъхновение на някои от най-знаменитите близкоизточни творци от епохата, като арабския поет Абу Нууас и персийските художници Риза Аббаси и Мухаммад Касим (16-17 век). Като аргумент за това, че изричните забрани и суровите наказания в Корана са насочени не толкова срещу еднополовите сексуални отношения, колкото срещу тяхната публичност и показност, се посочва факта, че според шериата, за да бъдат наказани участниците в хомосексуално сношение, то трябва да е било видяно от четирима мъже или осем жени.